# Mirella Freni
Mirella Freni, nom de scène de Mirella Fregni, née le 27 février 1935 à Modène et morte dans la même ville le  9 février 2020, est une soprano italienne.

## Biographie
Mirella Freni naît dans une famille ouvrière. C'est à proprement parler une sœur de lait de Luciano Pavarotti car leurs mères respectives travaillaient dans une usine de tabac et, leur lait étant considéré comme impropre à la consommation, c'est une même nourrice qui allaita les deux futurs chanteurs. 
Enfant, douée pour la musique, elle chante Un bel dì, vedremo dans un radio-crochet à l'âge de dix ans. Le ténor Beniamino Gigli l'avertit toutefois qu'elle risque de perdre sa voix et lui conseille d'attendre quelques années avant de chanter à nouveau.
Elle ne reprend donc le chant qu'à 17 ans. Deux ans plus tard, elle fait ses débuts à l'opéra de Modène en interprétant le rôle de Micaëla du Carmen de Bizet. Elle reçoit alors des propositions pour de nombreux autres rôles, mais elle décide de mettre sa carrière entre parenthèses pour épouser son professeur de chant, le chef d'orchestre Leone Maggiera, dont elle a un enfant.
Elle reprend sa carrière en 1958 en gagnant un concours de chant puis en chantant Mimì de La Bohème de Puccini au Teatro Regio de Turin. Pendant la saison 1959-1969, elle se produit avec l'Opéra des Pays-Bas, puis connaît une reconnaissance internationale avec le rôle d'Adina de L'Élixir d'amour de Gaetano Donizetti, mis en scène par Franco Zeffirelli à Glyndebourne où elle chante également les rôles de Suzanna et de Zerlina pendant les saisons 1960-1962,.
En 1961, Mirella Freni fait ses débuts à Covent Garden avec Nanetta de Falstaff de Verdi et en 1963 à La Scala de Milan où elle chante pour la première fois sous la direction de Herbert von Karajan dont elle deviendra une des cantatrices favorites, et avec lequel elle collaborera dans nombre de concerts et d'opéras. En 1965, c'est le tour du Metropolitan Opera de New York de la découvrir dans Puccini en Mimi, puis en Liù de Turandot, et dans Gounod avec Marguerite de Faust et Juliette de Roméo et Juliette,.
En 1974, Mirella Freni enregistre une représentation filmée par Jean-Pierre Ponnelle de Madame Butterfly où la critique la loue pour son timbre vocal impressionnant dans ce rôle éprouvant et pour la poésie qui se dégage de son interprétation de la malheureuse Cio-Cio-San. En 1976, elle partage la vedette d'une production filmée des Noces de Figaro du même réalisateur. Elle y est une Suzanne remarquable tant par sa voix que par son jeu d'actrice,.  
En 1979 et 1980, elle aborde des rôles verdiens plus lourds, notamment Elisabetta de Don Carlos, Desdemona d'Otello, Amélia de Simon Boccanegra, Elvira d'Ernani, Leonora de La Forza del Destino et même le rôle-titre d'Aïda. Elle y ajoute les héroïnes de Puccini de Manon Lescaut et de Tosca et enregistre Madame Butterfly et les trois rôles féminins du Trittico,. 
Mirella Freni continue d'étendre son répertoire dans les années 1990 d'abord dans l'opéra vériste, en chantant Adriana Lecouvreur de Francesco Cilea à Paris, Milan et New York et Fedora d'Umberto Giordano à Milan, New York, Turin et Zurich. Du même compositeur, elle aborde en 1998 Madame Sans-Gêne au Teatro massimo Bellini de Catane. Pendant la même période, elle s'aventure dans le répertoire russe de Tchaïkovski, chantant Tatiana d'Eugène Onéguine, Lisa de La Dame de pique et Ioanna de La Pucelle d'Orléans,. 
Le 1er octobre 2000, elle excelle lors du premier concert commémoratif à la mémoire d'Herbert von Karajan, sous la baguette du chef d'orchestre James Allen Gähres, au théâtre d'Ulm ; elle y chante avec Nicolaï Ghiaurov des arias d'opéra et des duos de Cilea, Tchaïkovski et Verdi.
En 2005, elle fête en même temps le 40e anniversaire de ses débuts au Metropolitan Opera et le 50e anniversaire de ses débuts sur scène au cours d'une soirée dirigée par James Levine. Elle termine sa carrière professionnelle sur scène avec La Pucelle d'Orléans de Tchaïkovski à l'Opéra national de Washington le 11 avril 2005 en interprétant, à l'âge de 70 ans, la jeune fille Jeanne d'Arc.
Elle publie ses mémoires, Mio caro teatro (Mon cher théâtre), en 1990 et reçoit de nombreuses décorations en reconnaissance de son art ainsi qu'un doctorat honoris causa de l'université de Pise pour « sa grande contribution à la culture européenne ».

### Vie privée
D’abord mariée au pianiste et chef d'orchestre Leone Magiera (en), Mirella Freni épouse en 1981 en secondes noces Nicolaï Ghiaurov. Ensemble ils participent à la fondation du Centro Universale del Bel Canto à Vignola où ils tiennent une master-class en 2002.
Elle meurt à Modène le 9 février 2020 à l'âge de 84 ans après une longue maladie dégénérative et une série d'accidents vasculaires cérébraux,.

## Distinctions

### Prix
- 2002 : Gramophone Classical Music Awards pour l'accomplissement d'une vie.

### Décorations
- Commandeur de l'ordre des Arts et des Lettres Elle est faite commandeur lors de la promotion du 26 janvier 1995[9].
- Chevalier grand-croix de l'ordre du Mérite de la République italienne

## Discographie
- Bellini - I Puritani - (Elvira) - Luciano Pavarotti (Arturo) - Riccardo Muti - 1969
- Bizet - Carmen - (Micaela) - Herbert von Karajan - Orchestre philharmonique de Vienne (RCA, enregistrement 1964)
- Boito - Mefistofele - (Margherita) - Oliviero de Fabritiis - The National Philharmonic Orchestra (Decca, enregistrement 1984, CD 2005)
- Donizetti - Don Pasquale - (Norina) - Riccardo Muti - Orchestre Philharmonia (EMI, enregistrement 1982)
- Gounod - Roméo et Juliette - (Juliette) - Alain Lombard - Orchestre de l'opéra de Paris (EMI, enregistrement 1969, CD 1994)
- Gounod - Mireille (Mireille) -Michel Plasson -Orchestre national de Capitole EMI enregistrement 1979
- Gounod - Faust (Marguerite) - Georges Prêtre - Orchestre du Théâtre national de l'Opéra de Paris (EMI, enregistrement 1978, CD 1986)
- Mozart - Les Noces de Figaro - (Susanna) - Sir Colin Davis - BBC Symphony Orchestra - (Philips, enregistrement 1971, CD 1987)
- Pergolese - Stabat Mater - (Polydor, enregistrement 1972, CD Archiv Production)
- Puccini - Manon Lescaut - (Manon) - Giuseppe Sinopoli - Philharmonia Orchestra - (Deutsche Grammophon, enregistrement 1983, CD 1984)
- Puccini - Manon Lescaut - (Manon) - James Levine - Metropolitan Orchestra - Avec Luciano Pavarotti - (Decca, enregistrement 1992, CD 1993)
- Puccini - La Bohème - (Mimi) - Herbert von Karajan - Orchestre philharmonique de Berlin - Avec Luciano Pavarotti - (Decca, enregistrement 1972, CD Decca 1987)
- Puccini - Madame Butterfly - (Cio-Cio-San) - Herbert von Karajan - Orchestre philharmonique de Vienne (Decca, enregistrement 1974, CD 1987)
- Puccini - Madame Butterfly - (Cio-Cio-San) - Giuseppe Sinopoli - Philharmonia Orchestra - (Deutsche Grammophon, enregistrement 1987, CD 2010)
- Puccini - Tosca - (Tosca) - Nicola Rescigno - National Philharmonic Orchestra - (Decca, enregistrement 1978, CD 1988)
- Puccini - Tosca - (Tosca) - Giuseppe Sinopoli - Philharmonia Orchestra - (Deutsche Grammophon, enregistrement 1990, CD 1992)
- Tchaïkovski - Eugène Onéguine - (Tatiana) - James Levine - Staatskapelle de Dresde (Deutsche Grammophon, 1988)
- Verdi - Don Carlos - (Elisabetta) - Herbert von Karajan - Orchestre philharmonique de Berlin (EMI, enregistrement 1979, CD 1994)
- Verdi - Otello - (Desdemona) - Herbert von Karajan - Orchestre philharmonique de Berlin (EMI, enregistrement 1974, CD 1988)
- Verdi - Simon Boccanegra - (Maria/Amalia) - Claudio Abbado - Orchestre de La Scala, Milan (Deutsche Grammophon, enregistrement 1977, CD 1997)
- Verdi - Requiem - Herbert von Karajan - Orchestre philharmonique de Berlin (Deutsche Grammophon, enregistrement 1972)
- Rossini - Guglielmo Tell - (Matilde) - Riccardo Chailly - The National Philharmonic Orchestra (Decca, enregistrement 1980)

## Vidéographie
Mozart - Le nozze di Figaro - (Susanna) - Wiener Philharmoniker - Karl Böhm - Mise en scène Jean-Pierre Ponnelle (Deutsche Grammophon) 1975-76

## Publication
- (it) Mio caro teatro, autobiographie, 1990